# Lamsie
Lamsie is een bestuurslaag in het regentschap Aceh Besar van de provincie Atjeh, Indonesië. Lamsie telt 522 inwoners (volkstelling 2010).